# 积善村
积善村，是中华人民共和国山西省晋城市陵川县西河底镇下辖的一个村。
2012年12月17日，积善村公布为第一批中国传统村落。
2019年1月21日，积善村公布为第七批中国历史文化名村。
积善遇真观于2021年8月4日公布为第六批山西省文物保护单位。